# Morning Symphony Ideas
Morning Symphony Ideas è un album discografico compilation postumo del chitarrista statunitense Jimi Hendrix, pubblicato il 25 luglio 2000 dall'etichetta Dagger Records. 

## Il disco
L'album contiene incisioni in studio precedentemente inedite e nastri demo casalinghi registrati nel periodo 1969-70.

## Tracce
- Tutti i brani sono opera di Jimi Hendrix, eccetto dove indicato diversamente.

1. Keep on Grooving - 28:05
2. Jungle - 9:04
3. Room Full of Mirrors - 5:53
4. Strato Strut - 4:38
5. Scorpio Woman (Morning Symphony Ideas) - 21:41
6. Acoustic Demo - 1:08

### Dettagli di registrazione
- Tracce 1 & 2 registrate ai Record Plant Studios, New York City, New York, USA il 14 novembre 1969.
- Traccia 3 registrata ai Record Plant Studios il 25 settembre 1969
- Traccia 4 registrata ai Record Plant Studios il 19 dicembre 1969
- Traccia 5 registrata all'Isola di Maui, Hawaii, agosto 1970
- Traccia 6 registrata nell'appartamento di Jimi, New York City, New York, febbraio 1970

## Formazione
- Jimi Hendrix - chitarra, voce (tracce 3 & 5)
- Buddy Miles - batteria (tracce 1, 2, 3 & 4)
- Billy Cox - basso (traccia 4)